# Sonia Bermúdez
Sonia Bermúdez Tribano, född den 15 november 1984 i Madrid, är en spansk fotbollstränare och före detta fotbollsspelare.

## Karriär
Sonia Bermúdez inledde sin seniorkarriär i Estudiantes de Huelva år 2002. Hon har även spelat i bland annat FC Barcelona och Atlético Madrid innan hon kontrakterades av Levante UD år 2018 där hon 2020 avslutade sin spelarkarriär. Hon har även representerat den spanska damlandslaget där hon debuterade år 2008. I landslaget spelade hon 61 matcher och gjorde 34 mål. 2025 tog hon över som förbundskapten för den spanska damlandslaget efter Montse Tomé.